# Pałac Sportu im. Iwana Romazana w Magnitogorsku
Pałac Sportu im. Iwana Romazana (ros. Дворец спорта имени И. Х. Ромазана) – hala widowiskowo-sportowa w Magnitogorsku, w Rosji. Została otwarta 13 września 1990 roku. Może pomieścić 2992 widzów.
Hala została otwarta 13 września 1990 roku. Obiekt początkowo służył głównie jako arena hokejowa, w której swoje spotkania rozgrywała drużyna Mietałłurg Magnitogorsk. Klub ten podczas gry w tej hali odnosił swoje pierwsze duże sukcesy, m.in. pierwsze tytuły mistrzów Rosji (1999, 2001) i zwycięstwa w rozgrywkach Europejskiej Hokejowej Ligi (1999, 2000). Na początku 2007 roku drużyna hokejowa przeniosła się do nowo wybudowanej hali Ariena Mietałłurg. W tym samym roku stara hala została zmodernizowana, by bardziej przygotować ją do uprawiania innych sportów niż hokej. 18 września 2015 roku wewnątrz obiektu otwarto muzeum poświęcone pamięci patrona areny, Iwana Romazana.
Obiekt służy wielu dyscyplinom sportowym, m.in. grze w tenisa, futsal czy sportom walki. W hali swoje mecze rozgrywają drużyny siatkówki („Magnitka-Uniwiersitiet”) i koszykówki („Dinamo”). W arenie odbywają się także liczne imprezy pozasportowe.